# Martina Bigert
Sara Martina Bigert, född Sara Helena Martina Rosander (även tidigare efternamn: Edoh Holtermann) 31 januari 1964 i Uppsala, är en svensk manusförfattare, serieskapare, författare, regissör, illustratör och utbildad jurist. Dotter till lektor Tom Rosander (1939-2012). Släkt med framlidne konsultativa statsrådet Edgar Rosander. I såväl bokform som med manus för TV och film – som Gynekologen i Askim och Allt om min buske – har hon ofta samarbetat med författaren Maria Thulin. Gynekologen i Askim tilldelades 2008 TV-priset Kristallen som Årets bästa dramaproduktion. Bigert och Thulin erhöll Molinstipendiet 2011. 2018 erhöll Bigert och Thulin Ria priset för bästa tv-drama: "Systrar 1968". Samma serie blev också nominerad till tre kategorier på Kristallengalan 2019 samt till Prix Europa för bästa dramaproduktion.

## Filmografi
- 1994 - Barbara takes a walk, animerad film
- 1995 - Barbara och ägget, kortfilm
- 1995 - Barbara och de fula fiskarna, kortfilm
- 1995 - Barbara och stövlarna, kortfilm
- 1995 - Barbara och masochisterna, kortfilm
- 1997 - Lida pin, kortfilm
- 2003 - Jimmy Böljas fantasitrubadurpopskola, dokumentär (med Kicki Kjellin)
- 2007 - Gynekologen i Askim, tv-serie/drama SVT; (idé och manus)
- 2007 - Allt om min buske, långfilm; (regi+ manus)
- 2011 - Gynekologen i Askim (säsong 2), tv-serie/drama SVT; (idé och manus)
- 2015 - Ängelby, tv-serie/drama SVT; (avsnittsförfattare)
- 2018 - Systrar 1968, tv-serie/drama SVT (idé och manus)